# Günther Viezenz
Günther Viezenz (Göhlenau, 1º febbraio 1921 – Colonia, 14 gennaio 1999) è stato un generale tedesco della Wehrmacht, noto per essere il soldato più decorato con il distintivo di distruttore di carri (21 carri distrutti).

## Biografia
Günther Viezenz nacque a Göhlenau il 1° febbraio 1921. Partecipò alla seconda guerra mondiale come Oberleutnant e capo della 10ª compagnia del Grenadier-Regiments 7 della 252. Infanterie-Division; ha concluso la guerra come Hauptmann. Günther Viezenz è noto per essere il detentore del record di più distintivi di distruttore di carri ricevuti; infatti ha distrutto da solo 21 carri armati nemici con esplosivi portatili come panzerfaust, cariche a tracolla o granate. 
Dopo la guerra, il 1º aprile 1956 si unì alla Bundeswehr. Dal 1971 al 1974 è stato colonnello e vice comandante della Panzerbrigade 21. Il 1° ottobre 1975 divenne ispettore di fanteria a Colonia e tale rimase fino al 31 marzo 1981.